# Глуховка (Шатурский район)
Глуховка — посёлок в Шатурском муниципальном районе Московской области. Входит в состав городского поселения Черусти. Население — 10 чел. (2010).

## Расположение
Посёлок Глуховка расположен в северо-восточной части Шатурского района, расстояние до МКАД порядка 155 км. Высота над уровнем моря 130 м.

## Название
Название происходит по имени глухаря, обитающего в окрестностях посёлка.

## История
До 2004 года посёлок находился в административном подчинении рабочему посёлку Черусти, после был передан в Пустошинский сельский округ.

## Население
| 2006 | 2010 |
| ---- | ---- |
| 3    | ↗10  |